# Agnetina duplistyla
Agnetina duplistyla és una espècie d'insecte plecòpter pertanyent a la família dels pèrlids.